# Agave neglecta
Agave neglecta är en sparrisväxtart som beskrevs av John Kunkel Small. Agave neglecta ingår i släktet Agave och familjen sparrisväxter.
Artens utbredningsområde är Florida. Inga underarter finns listade i Catalogue of Life.